# Vista Alegre, Querétaro
Vista Alegre är en ort i Mexiko.   Den ligger i kommunen Peñamiller och delstaten Querétaro Arteaga, i den centrala delen av landet, 190 km norr om huvudstaden Mexico City. Vista Alegre ligger 1 354 meter över havet och antalet invånare är 110.
Terrängen runt Vista Alegre är huvudsakligen kuperad. Vista Alegre ligger nere i en dal. Runt Vista Alegre är det ganska glesbefolkat, med 26 invånare per kvadratkilometer. Närmaste större samhälle är Villa Emiliano Zapata, 3,4 km sydost om Vista Alegre. Trakten runt Vista Alegre består i huvudsak av gräsmarker.